# Profsojuznaja (stanice metra v Moskvě)

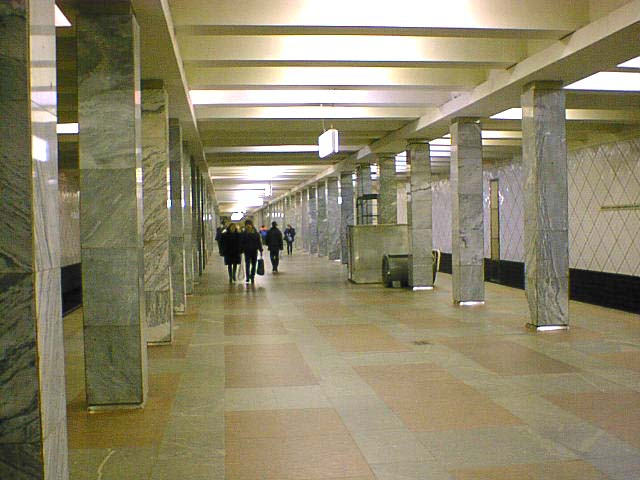
Nástupiště stanice Profsojuznaja

Profsojuznaja (rusky Профсоюзная) je stanice moskevského metra na Kalužsko-Rižské (oranžové) lince.

## Charakter stanice
Profsojuznaja je konstruována jako 7 m hluboko založená, hloubená pilířová stanice s ostrovním nástupištěm a dvěma výstupy. Ty vycházejí po pevných schodištích každý do svého podpovrchového vestibulu, z těch pak vedou východy na povrch. V prostoru nástupiště podpírá strop 40 sloupů, umístěných ve dvou řadách s čtyřmetrovým rozestupem. Kromě malých pruhů u podlahy a stropu jsou sloupy obložené celé šedými mramorovými deskami; na stěny za kolejemi pak byly použity keramické obklady.
Stanice vznikla na začátku 60. let, a podle standardního projektu. Veřejnosti se otevřela 13. října roku 1962; její projektový název zní Lomonosovskaja. Svůj název nese podle ulice Profsojuznaja, která nad stanicí vede a kříží se s Nachimovským prospektem. Je součástí provozního úseku Okťabrskaja – Novyje Čerjomuški šesté provozované linky. Podle průzkumu z roku 2002 stanici denně využije okolo 70 000 lidí.